# Sklené (okres Turčianske Teplice)
Sklené (Hongaars:Turócnémeti) is een Slowaakse gemeente in de regio Žilina, en maakt deel uit van het district Turčianske Teplice.
Sklené telt 788 inwoners.